# Camptoptera yamagishii
Camptoptera yamagishii är en stekelart som beskrevs av Taguchi 1971. Camptoptera yamagishii ingår i släktet Camptoptera och familjen dvärgsteklar. Inga underarter finns listade.